# 科贾埃利省
科贾埃利省（土耳其語：Kocaeli）是位于土耳其西北部、马尔马拉海最东端的一个省，首府伊兹密特。